# Nikola Vučević
Nikola Vučević (cyr. Никола Вучевић; ur. 24 października 1990 w Morges) – czarnogórski koszykarz, występujący na pozycji środkowego, posiadający także szwajcarskie obywatelstwo, obecnie zawodnik Chicago Bulls. 
W drafcie NBA w 2011 roku został wybrany z 16 numerem przez Philadelphia 76ers. 10 sierpnia 2012 trafił w wymianie do Orlando Magic.
25 marca 2021 został wytransferowany do Chicago Bulls.

## Osiągnięcia
Stan na 29 marca 2021, na podstawie, o ile nie zaznaczono inaczej.
NCAA
- Uczestnik:
  - II rundy turnieju NCAA (2009)
  - turnieju NCAA (2009, 2011)
- Mistrz turnieju konferencji Pac-10 (2009)
- Największy postęp Pac-10 (2010)
- Zaliczony do:
  - honorable mention All-American (2011 przez Associated Press)
  - I składu Pac-10 (2011)
  - II składu Pac-10 (2010)

NBA
- Uczestnik:
  - meczu gwiazd NBA (2019[5], 2021[6])
  - Rising Stars Challenge (2013)
  - konkursu Skills Challenge (2019[7], 2021[8])
- Zawodnik tygodnia konferencji wschodniej (31.03.2014)

Inne
- MVP 4 kolejki Eurocup (2011/12)

Reprezentacja
- Uczestnik:
  - mistrzostw Europy:
    - 2011 – 21. miejsce, 2013 – 17. miejsce
    - U–20 (2009 – 7. miejsce)

  - kwalifikacji do Eurobasketu (2016)
  - igrzysk śródziemnomorskich (2009 – 7. miejsce)
- Zaliczony do I składu Eurobasketu U–20 (2009)
- Lider mistrzostw Europy U–20 w:
  - zbiórkach (2009)
  - blokach (2009)